# Chiheb
Bellih Mohamed Chiheb Eddine, (en arabe: بليح محمد شهاب الدين) né le 7 juillet 1990 à Alger, de nom de scène Chiheb, est un musicien, compositeur et producteur de musique algérien.

## Biographie
Natif d’Alger, Il sera le seul musicien de sa famille dont plusieurs membres ont un profil d’artiste. Il étudiera au Conservatoire d’Alger, dans la Basse Casbah. La musique populaire algérienne y est enseignée selon la tradition du maître Hadj El Anka.
Son premier single Comet relève d’un duo avec le flûtiste américain Bradford Rogers. Le second Algerian Way est enregistré avec treize musiciens, notamment Mohamed Rouane au mandole, Kheireddine Mkachiche au violon et le batteur Marlon Klein au mastering. Ces deux compositions seront insérées dans son second album Ambition en 2012,,.
Son instrument de prédilection reste le piano avec lequel il signe la plupart de ses compositions. Ses diverses inspirations musicales, allant du classique au contemporain en passant par le traditionnel algérien.
Dans une fusion aux sons électro, il appose de l’Ambient, du Chill-Out, de la musique du monde.
Il compose aussi des génériques pour la radio, des musiques de films et des spots publicitaires. Également producteur, Chiheb compte différentes collaborations avec des artistes de sa génération sur la scène algérienne.
Chiheb sort son premier clip Nightwalk en juin 2015, filmé sur les rues d’Alger, avec la collaboration de Ahmed Djamil Ghouli du groupe Djmawi Africa et le saxophoniste algérien Joker Sax. le clip est sponsorisé par Red Bull,,.

## A collaboré avec
Mohamed Rouane, Joe Batoury, Marlon Klein, Bradford Rogers, Philippe Gomez, Ivan Baskakov, Habiba Musso, Joker Sax, Ahmed Djamil Ghouli, Monica Ciernia, Kheireddine M'kachiche.

## Discographie

### Albums
- Ambition (2012)

### Singles
| Singles   | Informations                                                                             |
| --------- | ---------------------------------------------------------------------------------------- |
| Intensity | Chiheb Sortie Digitale : février 2015 Label : Electrad                                   |
| Nightwalk | Chiheb feat Ahmed Djamil Ghouli & Joker Sax Sortie Digitale : juin 2015 Label : Electrad |